# Загребля-Попове-Турське
Загребля-Попове-Турське — гідрологічний заказник місцевого значення у Звенигородському районі Черкаської області. Площа становить 41,4 га.

## Опис
Розташовано в адміністративних межах Боровиківської сільської ради Звенигородського району, за межами населеного пункту. Створено рішення Черкаської обласної ради від 06.06.2017 15-40/VII.
Заказник створено з метою збереження природної різноманітності ландшафтів, підтримання загального екологічного балансу.